# Termitoxenus strigicollis
Termitoxenus strigicollis är en skalbaggsart som beskrevs av Lewis 1898. Termitoxenus strigicollis ingår i släktet Termitoxenus och familjen stumpbaggar. Inga underarter finns listade i Catalogue of Life.